# Canon électrothermique-chimique
 (octobre 2023).

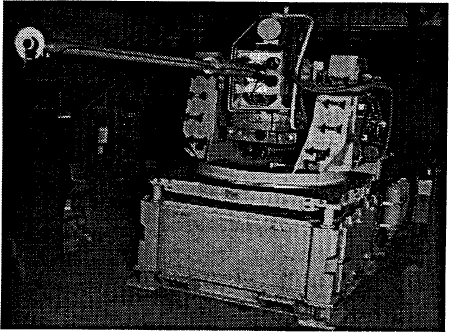
Un canon ETC de 60 mm développé par la FMC Corporation à la fin des années 1980 pour l'US Navy, dans le cadre de la conception d'un système d'arme rapproché.

Un canon électrothermique-chimique est une arme à feu utilisant un procédé d’allumage par arc électrique dans un but d'utiliser des poudres plus compactes. 

## Principe de fonctionnement
Le principe du canon ETC (électrothermique-chimique) consiste à conserver l'encombrement d'une cartouche conventionnelle tout en augmentant la quantité de poudre dans un but d'augmenter la vélocité et le poids du projectile tiré.
On remplace donc la poudre en grains constituant la charge propulsive par un bloc de poudre solide, ce dernier étant difficile à allumer au moyen d'un tube porte-amorce, on remplace ce dernier par un des fils et de l'isolant reliés à un système d'allumage électrique. Ce système produit une décharge électrique dans le fil et l'isolant au centre de la cartouche, ce qui génère, par vaporisation, un plasma qui enflamme la charge de poudre propulsive.
Le plasma change le mode de combustion de la poudre qui produit une montée en pression dans la chambre du canon telle que le projectile est poussé dans le tube de manière plus efficace. Chaque coup tiré nécessite une énergie électrique de l'ordre de quelques joules.

## Historique
Au début des années 2000, Giat Industries a développé, pour la DGA, un démonstrateur de canon ETC d'un calibre de 45 mm. Des essais eurent lieu en 2002 et 2003.